# 库普雷斯 (塞族共和国)
库普雷斯（塞尔维亚语：／），是波斯尼亚和黑塞哥维那实体之一塞族共和國的市镇。市镇面积为47.8平方公里，2013年人口数量为300人。

## 历史
此市镇的设立是波黑划分为波黑联邦和塞族共和国两个实体的结果。原库普雷斯市镇也随着分成两部分，一部分归属塞族共和国，另一部分则归属波黑联邦。战时此市镇曾改名至“塞族库普雷斯”，但波黑政府禁止该名字的使用，以避免增长民族主义。
2019年时该市镇是塞族共和国人口数量最少的市镇之一。

## 人口
|      | 2013年       |
| 总计 | 300 (100,0%) |
| 塞族 | 299 (99,67%) |
| 其他 | 1 (0,333%)   |